# وزارة الدفاع (أذربيجان)
وزارة الدفاع في جمهورية أذربيجان - (بالأذرية: Azərbaycan Respublikası Müdafiə Nazirliyi) هي إحدى الهيئات الحكومية تقوم بالدفاع والنشاط العسكريين في دولة أذربيجان. الوزير المُعيّن لهذه الوزارة كولونيل عام ظاكير حسانوف.

## تاريخ الوزارة
فترة جمهورية أذربيجان الديمقراطية: في 28 مايو لعام 1918 يشير التقرير في إعلان الاستقلال لجمهورية أذربيجان إلى أن وينبغي أن يكون لديها جيشًا قويًا وتأسس القوات المسلحة الخاصة بها من أجل الغارات الخارجية وتحييد الأعداء داخل البلاد. 
كان ومن الأهم الهامة إنشاء وزارة عسكرية.
عمل في منصب وزير الحرب خوسروف باي سولتانوف منذ 28 مايو إلي 11 يونيو لعام 1918. تم تعيين القرار لإنشاء وزارة الدفاع في 23 أمتوبر لعام 1918. 
فترة جمهورية أذربيجان: في 1993 جاء حيدر علييف إلى السلطة. هو وضع الأساس لمرحلة جديدة في تشكيل الجيش الأذربيجاني.
قام حيدر علييف بإنشاء جيش منضبط يخضع لقيادة واحدة.

## وزراء الدفاع في أذربيجان
كان اثنان من وزراء دفاع في الفترات أستقلال أذربيجان الأو منذ 1918 حتى 1920 :خوسروف باي سولتانوف و سمد باي مهمانداروف.
وخلال فترة الاستقلال الثانية، كان هناك 8 وزراء دفاع: 
- فريق واليح برشدلي بين سيبتمبر وديسمبر لعام 1991.
- لواء تاجدين كهدييف من ديسمبر لعام 1991 إلى يناير لعام 1992.
- عقيد شاحين موساييف بين يناير وفبرايير لعام 1992.
- عقيد طاحير علييف بين فبرايير ومارس لعام 1992.
- رحيم قرييف (مدني) من مارس لعام 1992 إلى مارس 1993.
- لواء داداش رضاييف من يناير إلى يونيو 1993.
- عقيد سفار عبييف بين يونيو- أغسطس 1993.
- لواء وحيد موساييف أغسطس - سبتمبر 1993.
- فريق ممادرفي ممادوف من سبتمبر 1993 إلى فبراير 1995.
- عقيد سفار عبييف من فبراير 1995 إلى 22 أكتوبر 2013.
- وزير الدفاع جمهورية أذربيجان هو كولونيل عام ظاكير حسانوف منذ 22 أكتوبر لعام 2013.[5]